# Partners in Kryme
Partners in Kryme var en hiphopduo i New York bestående av James Alpern och Richard Usher. De är främst kända för singeln "Turtle Power", som toppade den brittiska singellistan 1990.

### Fotnoter
1. ↑  Caroline Westbrook (12 mars 2015). ”15 songs from the 90s that we can’t believe actually went to number one” (på engelska). Metro. http://metro.co.uk/2015/03/12/15-songs-from-the-90s-that-we-cant-believe-actually-went-to-number-one-5099232/. Läst 4 december 2015.